# Colloniidae
Famille
Synonymes
- voir paragraphe #Synonymes

Les Colloniidae sont une famille de mollusques gastéropodes marins de la super-famille Trochoidea dans l'ordre des Trochida.

## Synonymes
- Angarioidea Gray, 1857
- Phasianelloidea Swainson, 1840
- Trochacea
- Turbinoidea Rafinesque, 1815
- ? sous-famille Homalopomatinae ? selon BioLib

## Liste des genres
Selon World Register of Marine Species (17 janvier 2021) :
- genre Adeorbisina Greco, 1899 †
- genre Anadema H. Adams & A. Adams, 1854
- genre Argalista Iredale, 1915
- genre Bothropoma Thiele, 1924
- genre Cantrainea Jeffreys, 1883
- genre Circulopsis Cossmann, 1902 †
- genre Cirsochilus Cossmann, 1888 †
- genre Cochleochilus Cossmann, 1918 †
- genre Collonia Gray, 1850
- genre Collonista Iredale, 1918
- genre Costataphrus Gründel, 2007 †
- genre Crossostoma J. Morris & Lycett, 1851 †
- genre Cyniscella Cossmann, 1888 †
- genre Depressipoma McLean, 2012
- genre Emiliotia Faber, 2006
- genre Eutinochilus Cossmann, 1918 †
- genre Helicocryptus d'Orbigny, 1850 †
- genre Hikidea Kaim, R. G. Jenkins, Tanabe & Kiel, 2014 †
- genre Homalopoma Carpenter, 1864
- genre Leptocollonia Powell, 1951
- genre Leptothyra sensu Pease, 1869
- genre Lewisiella Stoliczka, 1868 †
- genre Liotipoma McLean & Kiel, 2007
- genre Moelleria Jeffreys, 1865
- genre Paraliotipoma McLean, 2012
- genre Petropoma Gabb, 1877 †
- genre Phanerolepida Dall, 1907
- genre Rangimata Marwick, 1928 †
- genre Rhombipoma McLean, 2012
- genre Spiromoelleria Baxter & McLean, 1984
- genre Torusataphrus Gründel, Keupp & Lang, 2017 †
- genre Vertesella Szabó, 2012 †
- genre Vexinia Cossmann, 1918 †
- genre Yaronia Mienis, 2011

## Galerie

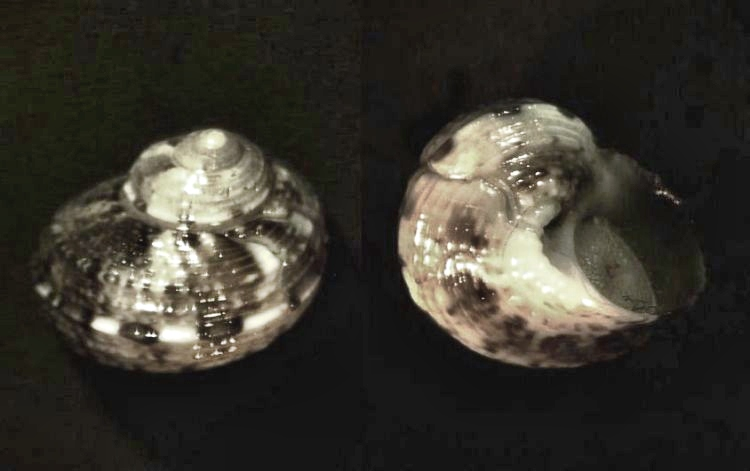
Bothropoma pilula.
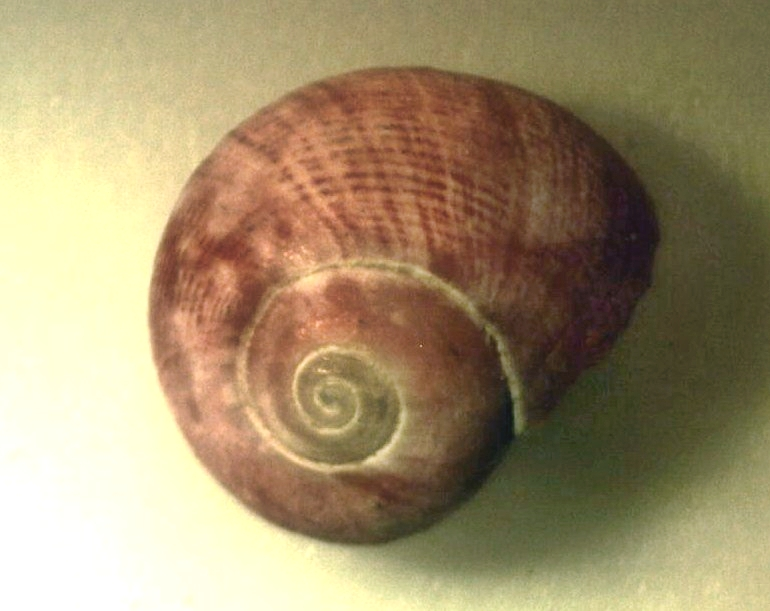
Homalopoma cunninghami.
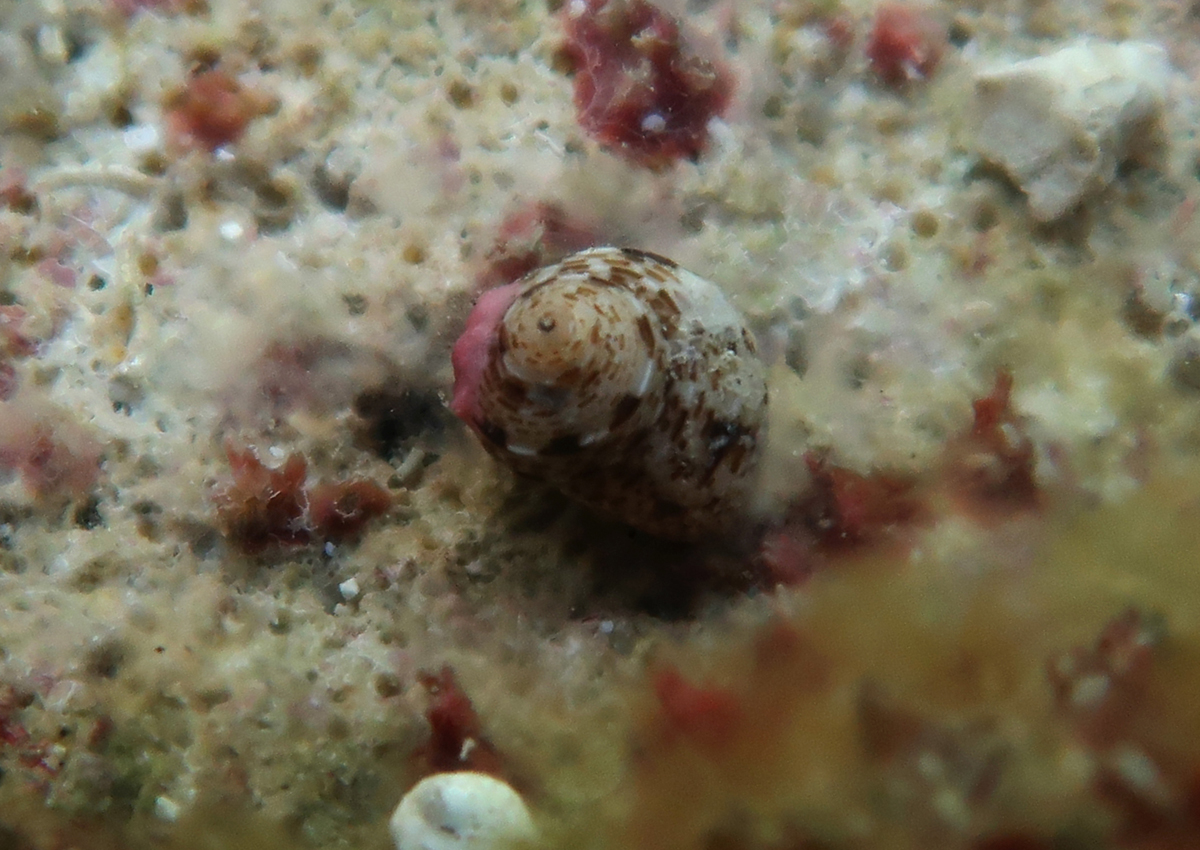
Leptothyra filifer.